# Jean-Baptiste Regnault
Jean-Baptiste Regnault (Paris, 9 de outubro de 1754 — Paris, 12 de novembro de 1829) foi um pintor neoclássico francês.

## Biografia
Aos dez anos copiou os desenhos que lhe foram emprestados pelo colecionador Bataille de Montval, quando seu pai decidiu partir com toda a família para a América. Lá, confiado numa embarcação de longa viagem, tornou-se grumete durante cinco anos, até que sua mãe, viúva, voltou a Paris e o encontrou.
De volta a Paris, tornou-se aluno de Nicolas-Bernard Lépicié, Joseph-Marie Vien e Jean Hippolyte Bardin, que o levou a Roma, onde continuou a sua formação. Seu Diógenes visitado por Alexandre lhe rendeu o Grande Prêmio da Academia Real de Pintura e Escultura, ancestral do Prix de Roma, em 1776. Permaneceu na Academia da França em Roma, então localizada no Palazzo Mancini, na companhia de Jacques-Louis David e Pierre Peyron.

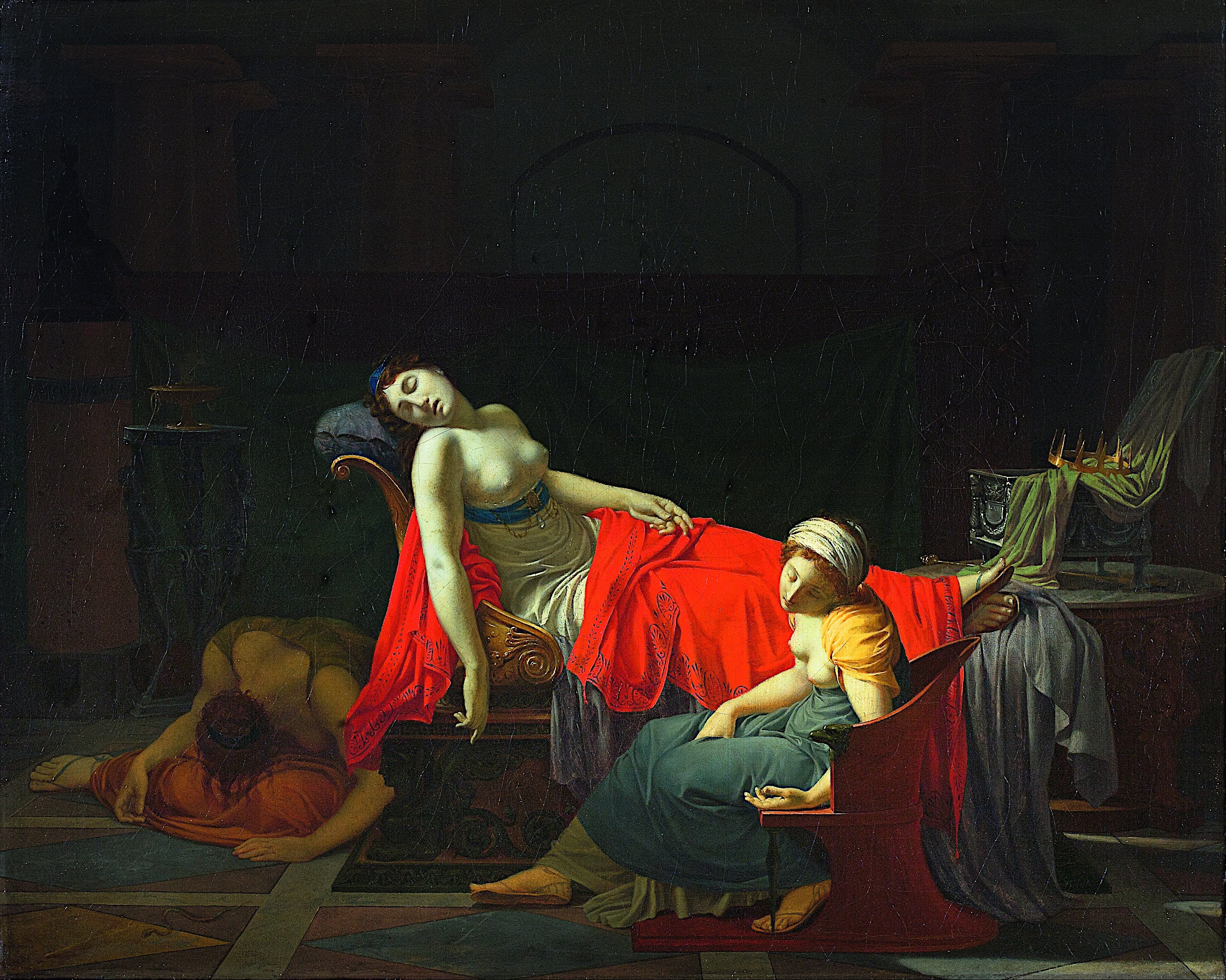
A Morte de Cleópatra (1796–1797), Museum Kunstpalast em Düsseldorf

Foi admitido na Academia Real de Pintura e Escultura em 1783 e expôs no Salão (Museu do Louvre) a sua peça de recepção A Educação de Aquiles pelo centauro Quíron.
Em 1787, viveu na Cour du Commerce em Paris e teve Louis Lafitte como aluno. Ele apresentou sua pintura à sua jovem vizinha, Constance-Marie Bondelu.
Continuou com os temas antigos, depois apaixonou-se pela Revolução Francesa e pintou Liberdade ou Morte para o Salão de 1795. Ao centro da obra, o Gênio da França com asas tricolores voa sobre o globo terrestre expressando a universalidade das ideias de 1793; à sua esquerda, a Morte; à sua direita, a República com os símbolos da liberdade, igualdade e fraternidade.
Durante o Primeiro Império, realizou grandes formatos com uma estética herdada da antiguidade. Em 7 de fevereiro de 1807, foi nomeado professor de pintura na Escola de Belas Artes de Paris, cargo que ocupava desde 21 de dezembro de 1805, mas sem salário. Sucedeu Clément-Louis-Marie-Anne Belle e foi sucedido por Ingres em 1829.
Expôs no Salão até 1809, depois abandonou a carreira oficial e continuou a pintar temas oriundos da mitologia para seu prazer.
De 1816 a 1822 foi professor de desenho na Escola Politécnica. Recebeu o título de barão em 19 de julho de 1829.
Casou-se com Sophie Meyer, com quem tem três filhos: Barão Antoine Louis Regnault, Jean François Regnault e Charles Louis Regnault.
Está enterrado na 36ª divisão do Cemitério do Père-Lachaise em Paris.

## Ligações exterrnas
- «Jean-Baptiste Regnault» (em inglês). Artcyclopedia